# التاءات الخمس

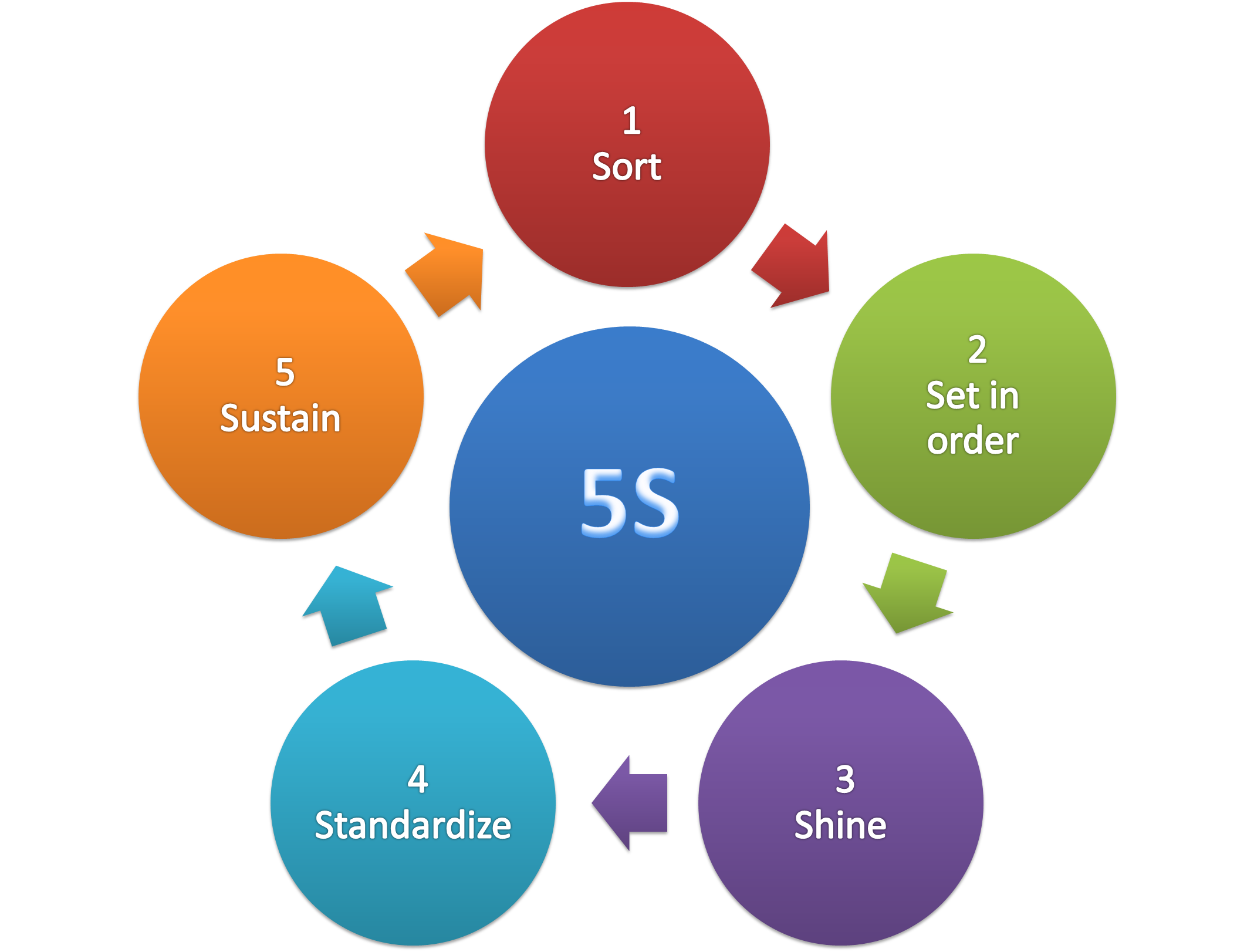
مبادئ 5S باللغة الإنجليزية

التاءات الخمس (5S) هو منهج لتنظيم مكان العمل في العمليات الصناعية تعود أصوله إلى مفاهيم الإدارة اليابانية في نظام إنتاج تويوتا، وهو يتألف من خمسة مبادئ تبدأ جميعها بحرف S؛ وتترجم في الأوساط العربية إلى مبادئ تبدأ بحرف التاء؛ وهي:
- التصنيف (seiri 整理)
- الترتيب أو التنظيم [2] (seiton 整頓)
- التنظيف أو التلميع [3](seiso 清掃)
- التنميط (seiketsu 清潔)
- التقنين أو التثبيت [2](shitsuke しつけ)

جرى التوسع في هذا المفهوم في بعض المؤسسات، بإضافة S سادسة وهي الأمان والسلامة من الكلمة الإنجليزية safety.